# Damernas super-G vid världsmästerskapen i alpin skidsport 2021
Damernas super-G vid världsmästerskapen i alpin skidsport 2021 arrangerades den 11 februari 2021 i Cortina d'Ampezzo i Italien. 43 utövare från 22 länder deltog i tävlingen.
Världsmästare blev Lara Gut-Behrami från Schweiz som därmed tog sitt första guld och sin sjätte medalj i världsmästerskap. Under säsongen inför VM hade Gut-Behrami vunnit fyra av fem världscuptävlingar i super-G, inklusive de två sista tävlingarna inför mästerskapet i Garmisch-Partenkirchen den 30 januari och 1 februari. Silvermedaljör blev Corinne Suter från Schweiz, vinnare av super-G-cupen i världscupen säsongen 2019/2020, som därmed tog sin tredje VM-medalj i karriären. Bronsmedaljör blev Mikaela Shiffrin från USA som tog sin åttonde VM-medalj.
Regerande världsmästare från 2019 var Shiffrin, som i och med sin bronsmedalj inte lyckades försvara sitt guld, men väl tog sin andra raka VM-medalj i disciplinen. Regerande silver- och bronsmedaljör var Sofia Goggia från Italien respektive Suter. Den sistnämnde tog därmed också sin andra raka medalj i super-G. Goggia deltog inte i årets tävling.
Tävlingen var planerad att hållas två dagar tidigare, den 9 februari, men ställdes in och sköts upp på grund av dimma. Vad som enligt plan skulle ha blivit mästerskapets andra tävling blev i stället dess första på grund av att samtliga planlagda tävlingar mellan den 8 till 10 februari fick skjutas upp på grund av ogynnsamma väderförhållanden.

## Resultat
Tävlingen startade kl. 10:45 lokal tid (UTC+1).
| Pl | Nr | Namn                    | Nation                  | Tid     | Diff. |
| -- | -- | ----------------------- | ----------------------- | ------- | ----- |
| 1  | 7  | Lara Gut-Behrami        | Schweiz                 | 1.25,51 | ±0    |
| 2  | 5  | Corinne Suter           | Schweiz                 | 1.25,85 | +0,34 |
| 3  | 4  | Mikaela Shiffrin        | USA                     | 1.25,98 | +0,47 |
| 4  | 11 | Ester Ledecká           | Tjeckien                | 1.26,04 | +0,53 |
| 5  | 13 | Kajsa Vickhoff Lie      | Norge                   | 1.26,16 | +0,65 |
| 6  | 12 | Marie-Michèle Gagnon    | Kanada                  | 1.26,29 | +0,78 |
| 7  | 3  | Tamara Tippler          | Österrike               | 1.26,38 | +0,87 |
| 8  | 14 | Michelle Gisin          | Schweiz                 | 1.26,40 | +0,89 |
| 9  | 15 | Petra Vlhová            | Slovakien               | 1.26,41 | +0,90 |
| 10 | 9  | Federica Brignone       | Italien                 | 1.26,60 | +1,09 |
| 11 | 1  | Marta Bassino           | Italien                 | 1.26,70 | +1,19 |
| 12 | 8  | Ragnhild Mowinkel       | Norge                   | 1.26,74 | +1,23 |
| 13 | 16 | Tessa Worley            | Frankrike               | 1.26,81 | +1,30 |
| 13 | 10 | Priska Nufer            | Schweiz                 | 1.26,81 | +1,30 |
| 15 | 24 | Breezy Johnson          | USA                     | 1.27,02 | +1,51 |
| 16 | 6  | Ariane Rädler           | Österrike               | 1.27,10 | +1,59 |
| 17 | 18 | Christine Scheyer       | Österrike               | 1.27,16 | +1,65 |
| 18 | 17 | Elena Curtoni           | Italien                 | 1.27,30 | +1,79 |
| 19 | 29 | Kira Weidle             | Tyskland                | 1.27,44 | +1,93 |
| 20 | 20 | Stephanie Venier        | Österrike               | 1.27,54 | +2,03 |
| 21 | 2  | Tiffany Gauthier        | Frankrike               | 1.27,71 | +2,20 |
| 22 | 25 | Isabella Wright         | USA                     | 1.27,80 | +2,29 |
| 23 | 19 | Francesca Marsaglia     | Italien                 | 1.27,98 | +2,47 |
| 24 | 23 | Maruša Ferk             | Slovenien               | 1.28,15 | +2,64 |
| 25 | 30 | Ilka Štuhec             | Slovenien               | 1.28,37 | +2,86 |
| 26 | 26 | Laura Gauché            | Frankrike               | 1.28,38 | +2,87 |
| 27 | 31 | Maryna Gąsienica-Daniel | Polen                   | 1.28,47 | +2,96 |
| 28 | 43 | Meta Hrovat             | Slovenien               | 1.28,71 | +3,20 |
| 29 | 33 | A.J. Hurt               | USA                     | 1.28,89 | +3,38 |
| 30 | 21 | Julija Plesjkova        | Ryska skidförbundet     | 1.29,10 | +3,59 |
| 31 | 27 | Estelle Alphand         | Sverige                 | 1.29,45 | +3,94 |
| 32 | 39 | Jacqueline Wiles        | USA                     | 1.29,47 | +3,96 |
| 33 | 36 | Nevena Ignjatović       | Serbien                 | 1.30,04 | +4,53 |
| 34 | 22 | Tifany Roux             | Frankrike               | 1.30,16 | +4,65 |
| 35 | 34 | Lin Ivarsson            | Sverige                 | 1.30,22 | +4,71 |
| 36 | 40 | Francesca Baruzzi       | Argentina               | 1.30,99 | +5,48 |
| 37 | 38 | Greta Small             | Australien              | 1.31,00 | +5,49 |
| 38 | 32 | Elvedina Muzaferija     | Bosnien och Hercegovina | 1.31,54 | +6,03 |
| 39 | 42 | Anastasija Sjepilenko   | Ukraina                 | 1.32,98 | +7,47 |
| *  | 28 | Valérie Grenier         | Kanada                  | DNF     | *     |
| *  | 41 | Alexandra Tilley        | Storbritannien          | DNF     | *     |
| *  | 37 | Sabrina Simader         | Kenya                   | DSQ     | *     |
| *  | 35 | Ania Monica Caill       | Rumänien                | DNS     | *     |